# Don Bell
Donald H. Bell (né le 10 mars 1942 à New Westminster, Colombie-Britannique) est un homme politique canadien. 

## Biographie
Il fut député à la Chambre des communes du Canada, représentant la circonscription britanno-colombienne de North Vancouver sous la bannière du Parti libéral du Canada avant d'être défait par le candidat conservateur Andrew Saxton.
Il fut porte-parole du Parti libéral pour la diversification de l'économie de l'Ouest (février 2006 à janvier 2007) et de la porte d'entrée Asie-Pacifique (février 2006 à novembre 2008).